# SV Limburgia in het seizoen 1964/65
Het seizoen 1964/1965 was het 11e jaar in het bestaan van de Brunssumse betaaldvoetbalclub Limburgia. De club kwam uit in de Tweede divisie B en eindigde daarin op de achtste plaats. Tevens deed de club mee aan het toernooi om de KNVB beker, hierin werd de club in de tweede ronde uitgeschakeld door NOAD (1–2).

## Wedstrijdstatistieken

### Tweede divisie B
|       | Baronie | BVV   | D.F.C. | Fortuna | 't Gooi | Helmondia '55 | Hermes DVS | HVC   | LONGA | NOAD  | Roda JC | SVV   | Wilhelmina | Xerxes |
| ----- | ------- | ----- | ------ | ------- | ------- | ------------- | ---------- | ----- | ----- | ----- | ------- | ----- | ---------- | ------ |
| Thuis | 2 – 0   | 1 – 0 | 0 – 0  | 2 – 0   | 3 – 2   | 3 – 3         | 2 – 1      | 4 – 1 | 2 – 1 | 2 – 1 | 1 – 1   | 0 – 2 | 0 – 1      | 1 – 2  |
| Uit   | 2 – 1   | 2 – 2 | 1 – 0  | 2 – 4   | 1 – 4   | 3 – 2         | 4 – 1      | 3 – 0 | 2 – 2 | 0 – 1 | 3 – 0   | 5 – 1 | 0 – 1      | 5 – 4  |

### KNVB beker
| 1e ronde                                            | Limburgia       | 1 – 0 (0 – 0) | Sparta                       |
| 4 oktober 1964 Plaats: Brunssum Venweg              | Rik Aspers 75'  |               |                              |
| 2e ronde                                            | Limburgia       | 1 – 2 (1 – 2) | NOAD                         |
| 17 februari 1965 Plaats: 's-Hertogenbosch De Vliert | Sjef Rademacher |               | Theo Netten Wim van Helvoort |

## Statistieken Limburgia 1964/1965

### Eindstand Limburgia in de Nederlandse Tweede divisie B 1964 / 1965
| Stand | Gespeeld | Gewonnen | Gelijk | Verloren | Punten | Doelpunten voor | Doelpunten tegen |
| ----- | -------- | -------- | ------ | -------- | ------ | --------------- | ---------------- |
| 8e    | 28       | 12       | 5      | 11       | 29     | 46              | 48               |

### Topscorers
| #      | Naam            | Goal |
| ------ | --------------- | ---- |
| 1.     | Giel Stevelmans | 16   |
| 2.     | Anton Dormans   | 11   |
| 3.     | Joop Hellemons  | 9    |
| 4.     | Karel Muyres    | 2    |
| 4.     | Koos Sins       | 2    |
| 4.     | Ad van der Weij | 2    |
| 7.     | Rik Aspers      | 1    |
| 7.     | Sjef Rademacher | 1    |
| 7.     | Karel Stroucken | 1    |
| 7.     | Leo Wesolek     | 1    |
| Totaal | Totaal          | 46   |

| #      | Naam            | Goal |
| ------ | --------------- | ---- |
| 1.     | Rik Aspers      | 1    |
|        | Sjef Rademacher | 1    |
| Totaal | Totaal          | 2    |